# لخویر (دوحه)
لخویر یک منطقهٔ مسکونی در قطر است که در شهرداری دوحه واقع شده‌است.